# 图赖讷地区锡夫赖
图赖讷地区锡夫赖（法語：Civray-de-Touraine，法語：[sivʁɛ də tuʁɛn] ⓘ）是法国安德尔-卢瓦尔省的一个市镇，位于该省东部，属于洛什区。该市镇总面积22.88平方公里，2009年时的人口为1789人。

## 人口
图赖讷地区锡夫赖人口变化图示